# Pomiarki
Pomiarki – osada krajeńska w Polsce położona w województwie wielkopolskim, w powiecie złotowskim, w gminie Tarnówka. Wieś wchodzi w skład sołectwa Węgierce. Miejscowość ta stanowiła część PGR w Bartoszkowie. Budynki mieszkalne zbudowano tu po 1950 roku. W Pomiarkach znajduje się również gorzelnia.
W latach 1975–1998 miejscowość należała administracyjnie do województwa pilskiego.